# Ткаченко Андрій Купріянович
Андрі́й Купрія́нович Ткаче́нко (16 жовтня 1910 — 199?) — український розвідник і письменник. Полковник. Начальник Першого управління Комітету державної безпеки при Раді Міністрів Української РСР (1954—1959).

## Життєпис
Народився 16 жовтня 1910 року в селі Каленна Сквирського району Київської області. У 1927 році закінчив 7 класів школи, а у 1930 році Сквирський сільськогосподарський технікум.
З 1930 року член правління та інструктор районного колгоспного союзу в м. Сквира Київської області.
У 1931—1934 рр. — проходив службу у секретно-політичному відділі, а згодом на посаді помічника уповноваженого Економічного відділу Державного політичного управління Київської області.
У 1934—1938 рр. — обіймав посади уповноваженого та помічника оперативного уповноваженого економічного відділу Управління НКВС по Харківській області.
У 1938—1942 рр. — працював у тому самому управлінні оперуповноваженим 7-го відділення 3-го відділу, старшим уповноваженим і начальником 1-го відділення Економічного відділу, заступником начальника 3-го відділення Контррозвідувального відділу та начальником 3-го відділення Економічного відділу.
У 1942—1943 рр. — перебував у резерві відділу кадрів НКВС на посаді начальника відділення, був прикомандированим до Народного комісаріату внутрішніх справ Чечено-Інгушської Автономної РСР.
У 1943—1946 рр. — проходив службу в Народному комісаріаті державної безпеки Харківської області на посадах начальника відділення економічного відділу, начальника 10-го відділення 2-го відділу, начальника Харківського міського відділу та заступника начальника 2-го відділу. У період Другої світової війни входив до складу прифронтових оперативних груп НКДБ Української РСР, забезпечуючи підготовку і засилання у тил ворога партизанських загонів і розвідувальних груп.
У лютому 1946 року — очолив 2-ге відділення 6-го відділу 2-го Управління Міністерства державної безпеки Української РСР, з прикомандируванням для роботи там же до Першого управління.
У січні 1947 року — очолив 1-е відділення 1-го відділу Першого управління МДБ Української РСР
З жовтня 1950 року — заступник начальника зазначеного відділу.
З липня 1953 по квітень 1954 років — виконував обов'язки начальника 2-го відділу Міністерства внутрішніх справ Української РСР.
З травня 1954 по серпень 1959 років — працював начальником Першого управління Комітету державної безпеки при Раді Міністрів Української РСР.
З серпня 1959 по лютий 1960 років — начальник 2-го відділу Першого управління КДБ при РМ Української РСР.
У квітні 1960 року звільнився у запас.

## Автор книжок
- Поединок з абвером: повість / Андрій Купріянович Ткаченко. — Київ: Політвидав України, 1980. — 142 с. : іл. — На укр. яз.[3]
- Повертайтеся живими / А. К. Ткаченко, А. Г. Михайленко. — Київ: Політвидав України, 1984. — 312 с.

## Нагороди та відзнаки
- Орден Червоної Зірки (1944),
- Орден Червоної Зірки (1946),
- Орден Червоного Прапора (1951),
- медаль «За бойові заслуги» (1943, 1945),
- медаль «Партизану Вітчизняної війни» 2-го ступеня (1945),
- медаль «За оборону Кавказу» (1944),
- медаль «За перемогу над Німеччиною у Великій Вітчизняній війні 1941—1945 років»